# Sofía Maccari
Sofía Maccari (Buenos Aires, Argentina, 3 de julio de 1984) es una jugadora argentina de hockey sobre césped. Inició su carrera deportiva en el Club San Fernando y luego emigró a España, para jugar en el Club Atlètic Terrassa. También juega en la selección nacional.

## Infancia y juventud
Sofía Maccari nació el 3 de julio de 1984; al vivir en cercanías del Club San Fernando, y como su familia estaba relacionada con él, comenzó a jugar al tenis y al hockey. Sin embargo, al momento de optar entre ambos, Maccari se decidió por este último porque "me gustó mucho esto del deporte en equipo" y porque su hermana mayor también lo jugaba.

## Trayectoria

### San Fernando (Inferiores-2002)
Maccari jugó en San Fernando durante su adolescencia; tal como lo dijo en una entrevista, siempre me intrigaba el tema de jugar afuera y conocer otro hockey y otras culturas. Sin embargo, tanto ella como sus padres preferían que terminara la secundaria en primer lugar. Tras finalizar el colegio, y con dieciocho años cumplidos, le ofrecieron ir a jugar por un año al Club Atlètic Terrassa de Barcelona. Impulsada por el hecho de que su hermano se trasladaría a dicha ciudad con su esposa, Maccari decidió aceptar la oferta y se incorporó al club español; en una entrevista posterior, comentó que desde chica quise irme a jugar afuera y me pareció que España era un país en el que me podía adaptar rápido por el idioma y la cultura en sí. En aquel año, se había consagrado campeona con San Fernando.

### Atlètic Terrassa (2002-2009)
Maccari se incorporó al Club Atlètic Terrassa con dieciocho años y, en su primer año, el equipo debió pelear por no descender; a pesar de que su contrato inicial fue por un año, éste se fue extendiendo hasta totalizar siete años con el equipo catalán. Con el correr de los años, el equipo se reforzó y comenzó a pelear por ganar el torneo, aunque no lo logró; en los siete años que permaneció en la institución, Maccari jugó con tres compatriotas: Rosario Luchetti, Ayelén Stepnik y Jorgelina Rimoldi. Además, también se desempeñó como coordinadora de las inferiores del club. En relación con el club y a su rol con los jóvenes, Maccari dijo en una entrevista que me sentí muy cómoda en ese club y siempre fue como el club, no de toda la vida, pero sí muy donde me sentí muy tranquila, porque además trabajaba coordinando toda la parte de inferiores, que estaba muy bueno. Regresó de vacaciones a su país en 2009.

### San Fernando (2009-actualidad)
Durante el mes y medio que estuvo de vacaciones en Argentina, Maccari volvió a jugar a San Fernando, porque me gustaba jugar con mis amigas en el club de toda mi vida. Poco antes de regresar a España, recibió un llamado de Carlos Retegui, el entrenador del seleccionado nacional, convocándola para integrar el equipo. Arregló su situación contractual con el Terrassa y decidió quedarse en San Fernando, con el objetivo de integrar el combinado que disputaría el Mundial de Rosario de 2010.

### Selección mayor
En 2009, Maccari fue convocada al seleccionado nacional por primera vez, en vistas al Mundial de Rosario de 2010. Debutó el 11 de octubre, en la derrota por 1:0 en el tercer test match frente a Australia en Godoy Cruz, Mendoza. Posteriormente, participó de los partidos contra Estados Unidos (San Diego, noviembre de 2009) y Gran Bretaña (Salta, diciembre de 2009), ingresando como suplente en sendos encuentros. El 23 de diciembre, Maccari fue confirmada como una de las veintitrés jugadoras que debía presentarse a entrenar en enero de 2010 en el Cenard. Participó de los dos amistosos contra Canadá, disputados en febrero en el Cenard, anotando un gol en cada encuentro (3:0 y 3:1, respectivamente); estos goles fueron sus primeras anotaciones en el combinado nacional. Maccari logró su primer título con el seleccionado nacional en el Cuatro Naciones, disputado en Córdoba entre el 18 y el 21 de febrero; allí, las Leonas vencieron a Chile por 4:0, a Bélgica por 6:0 y a Estados Unidos por 1:0. Participó de otros dos test matches ante Bélgica (victorias por 6:2 y 1:0), anotando un gol en el primero de los encuentros. Integró el equipo que disputó los amistosos contra Alemania, en Buenos Aires, y participó de la gira por Australia y Nueva Zelanda, anotando un gol en una derrota ante Australia por 2:1; en dicho partido, las Leonas perdieron su invicto de diecinueve partidos consecutivos en 2010. Posteriormente, Maccari fue desafectada del plantel junto a Marcela Casale, Macarena Abente, Pilar Méjico y Cecilia Rognoni, por lo que no disputó el Mundial de Rosario.
Fue convocada nuevamente tras el Mundial, disputando los encuentros de la gira ante Italia, en Roma; de hecho, marcó uno de los goles en la victoria por 7:3.
Participó de la gira por Australia y Nueva Zelanda, en marzo y abril de 2011, la cual sirvió como preparación para el Champions Trophy de dicho año, que se disputó en los Países Bajos. También participó y obtuvo la medalla de plata en los Juegos Panamericanos de 2011.
En 2012 formó parte del seleccionado que compitió en los Juegos Olímpicos de Londres 2012 donde obtuvo la medalla de plata y ese mismo año también participó y ganó el Champions Trophy en Rosario.
En 2021 formó parte de la selección femenina de hockey sobre césped que ganó la medalla de plata en los Juegos Olímpicos de Tokio 2020.

## Clubes
| Club             | País      | Año               |
| ---------------- | --------- | ----------------- |
| San Fernando     | Argentina | Inferiores - 2002 |
| Atlètic Terrassa | España    | 2002 - 2009       |
| San Fernando     | Argentina | 2009 - Actualidad |